# تينا تشن
تينا تشن (بالإنجليزية: Tina Chen)‏ (بالصينية: 陳婷) هي ممثلة صينية وأمريكية، ولدت في 1950 بتشونغتشينغ في الصين.

## وصلات خارجية
- تينا تشن على موقع IMDb (الإنجليزية)
- تينا تشن على موقع ألو سيني (الفرنسية)
- تينا تشن على موقع أول موفي (الإنجليزية)
- تينا تشن على موقع قاعدة بيانات الأفلام السويدية (السويدية)
- تينا تشن على موقع قاعدة بيانات الفيلم (الإنجليزية)
- تينا تشن على موقع كينوبويسك (الروسية)